# 장해송
장해송(1989년 11월 18일 ~ )은 대한민국의 배우이다.

## 출연작

### 영화
- 《수색자》 (2021년) - 조성훈 중위 역

### 드라마
- 《트레인》 (2020년, OCN) - 이진성 역
- 《본 어게인》 (2020년, KBS2)
- 《동백꽃 필 무렵》 (2019년, KBS2) - 혜훈 역
- 《빅이슈》 (2019년, SBS)
- 《왕이 된 남자》 (2019년, tvN)
- 《사의찬미》 (2018년, tvN)
- 《미스터 션샤인》 (2018년, tvN)
- 《라이브》 (2018년, tvN)
- 《너의 등짝에 스매싱》 (2017년, TV조선) - 통역사 역
- 《전생에 웬수들》 (2017년, MBC)
- 《슬기로운 감빵생활》 (2017년, tvN)
- 《황금빛 내 인생》 (2017년, KBS2)
- 《청춘시대 2》 (2017년, JTBC)
- 《월계수 양복점 신사들》 (2016년, KBS2)
- 《THE K2》 (2016년, tvN)
- 《심야식당》 (2015년, SBS) - 손님 2 역
- 《응답하라 1988》 (2015년, tvN) -  제5국 중국 왕시 6단 역
- 《처음이라서》 (2015년, On Style)
- 《야근왕 김보통》 (2015년, 웹드라마) - 고단수 역
- 《회춘 100km》 (2015년, 웹드라마) - 해송 역
- 《복면취업왕》 (2015년, 웹드라마) - 복면남 역
- 《위대한 조강지처》 (2015년, MBC)
- 《취업전쟁》 (2014년, 웹드라마)
- 《압구정 백야》 (2014년, MBC)
- 《유나의 거리》 (2014년, JTBC)

### 연극
- 《스물》